# Château de Morpeth
Le château de Morpeth est un monument classé de 1re catégorie de la ville de Morpeth, chef-lieu du Northumberland, dans le nord-est de l'Angleterre. Il a été en partie réparé par le Landmark Trust et il est loué aux particuliers.

## Histoire
La motte castrale d’origine remonte au XIe siècle. Elle avait été construite sur une colline surplombant le gué de la Wansbeck et fut détruite sur ordre du roi Jean en 1216. Dans les années 1340, le baron Ranulf de Merlay fit édifier à cet emplacement un château fort, mais il ne subsiste de cet édifice que les ruines des remparts et le châtelet. En 1516 Marguerite, sœur de Henri VIII et veuve de Jacques IV d’Écosse, vint s'y réfugier pendant quatre mois avec son frère ; mais le principal événement militaire du château ne survint qu'en 1644, lorsqu'une garnison de 500 Écossais des Lowland y tint tête 20 jours durant à 2700 Royalistes.
Le château est passé aux mains de plusieurs familles illustres : les barons de Merlay, les comtes de Greystoke, les barons Dacre et Howard ; mais aucune n'en a fait sa résidence. Vers 1860 on répara le châtelet pour y loger les domestiques.

### Travaux de réhabilitation

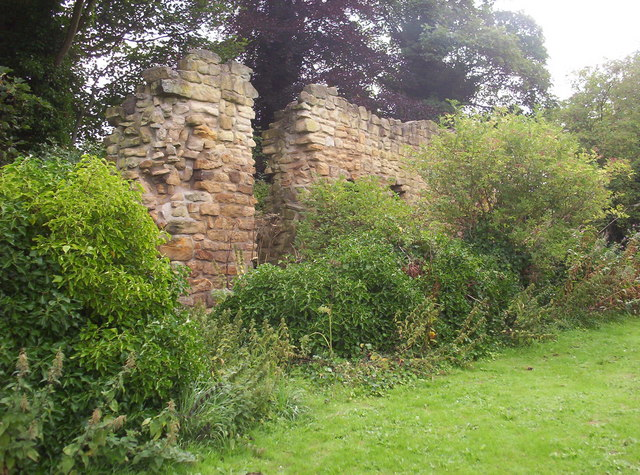
Vestiges des remparts de Morpeth.

Par bail emphytéotique, le château a été confié au Landmark Trust en 1988 ; cette fondation privée a procédé à d'importantes réparations en 1990. En supprimant les aménagements du XIXe siècle et en comblant une piscine creusée à proximité, elle a rendu au châtelet son aspect original.

### Voir également
- Northumbrian Gathering
- Morpeth Town Council
- Morpeth RUFC
- Morpeth cricket, hockey and tennis club
- Morpeth Harriers
- Northumberland County Council
- Morpeth sur GENUKI
- Northumberland Communities
- Morpeth All Saints CofE-aided first school